# Urfttal mit Seitentälern nördlich und westlich von Nettersheim
Koordinaten: 50° 30′ 36″ N, 6° 37′ 4″ O
Das Naturschutzgebiet Urfttal mit Seitentälern nördlich und westlich von Nettersheim liegt auf dem Gebiet der Gemeinde Nettersheim im Kreis Euskirchen in Nordrhein-Westfalen.
Das Gebiet erstreckt sich nördlich und westlich des Kernortes Nettersheim entlang der Urft direkt an der am östlichen Rand vorbeiführenden Landesstraße L 205.

## Bedeutung

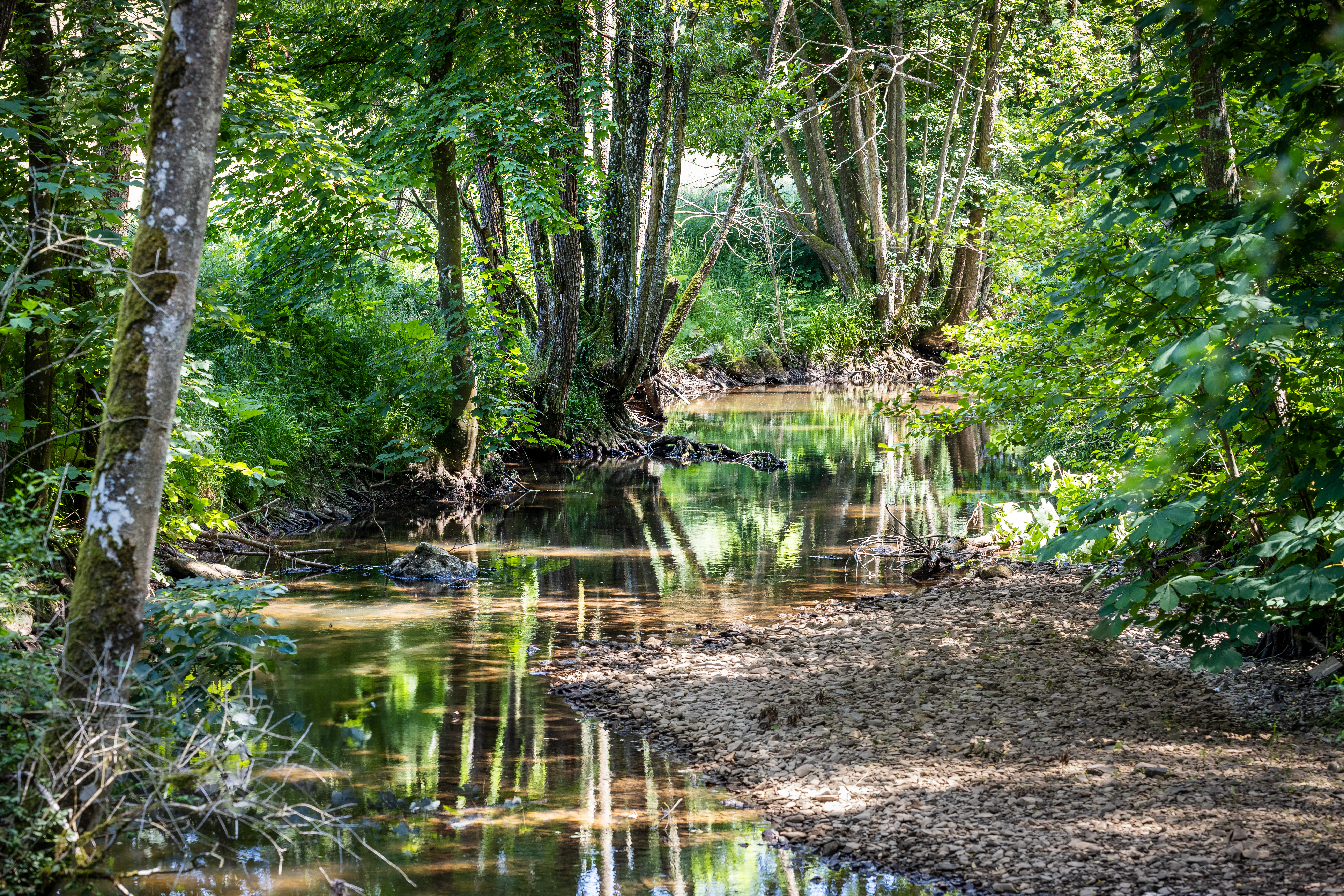
Wasserlauf im Ufttal

Für Nettersheim ist seit 1990 ein 405,66 ha großes Gebiet unter der Kenn-Nummer EU-031 als Naturschutzgebiet ausgewiesen. Die Unterschutzstellung erfolgt wegen der Bedeutung eines großen Teils des Gebietes für die Errichtung eines zusammenhängenden ökologischen Netzes besonderer Schutzgebiete in Europa.